# Scytalopus gettyae
El tapaculo de Junín (Scytalopus gettyae), es una especie de ave paseriforme perteneciente al numeroso género Scytalopus de la familia Rhinocryptidae, recientemente descrito para la ciencia. Es endémico de Perú.

## Distribución y hábitat
Se distribuye en los Andes del centro de Perú (Junín).
Fue encontrado en selvas entre 2400 y 3200 m s. n. m. de altitud. La selva estaba prácticamente intacta en la localidad tipo, y todos los individuos fueron encontrados en vegetación secundaria baja y densa, incluyendo matorrales y enmarañados de bambuzales Chusquea, y helechos bajo la canopia del bosque, adyacentes a bosques primarios.